# Scaphyglottis reflexa
Scaphyglottis reflexa là một loài lan mọc từ Grenada đến Trung Mỹ và khu vực nhiệt đới Nam Mỹ.

## Hình ảnh

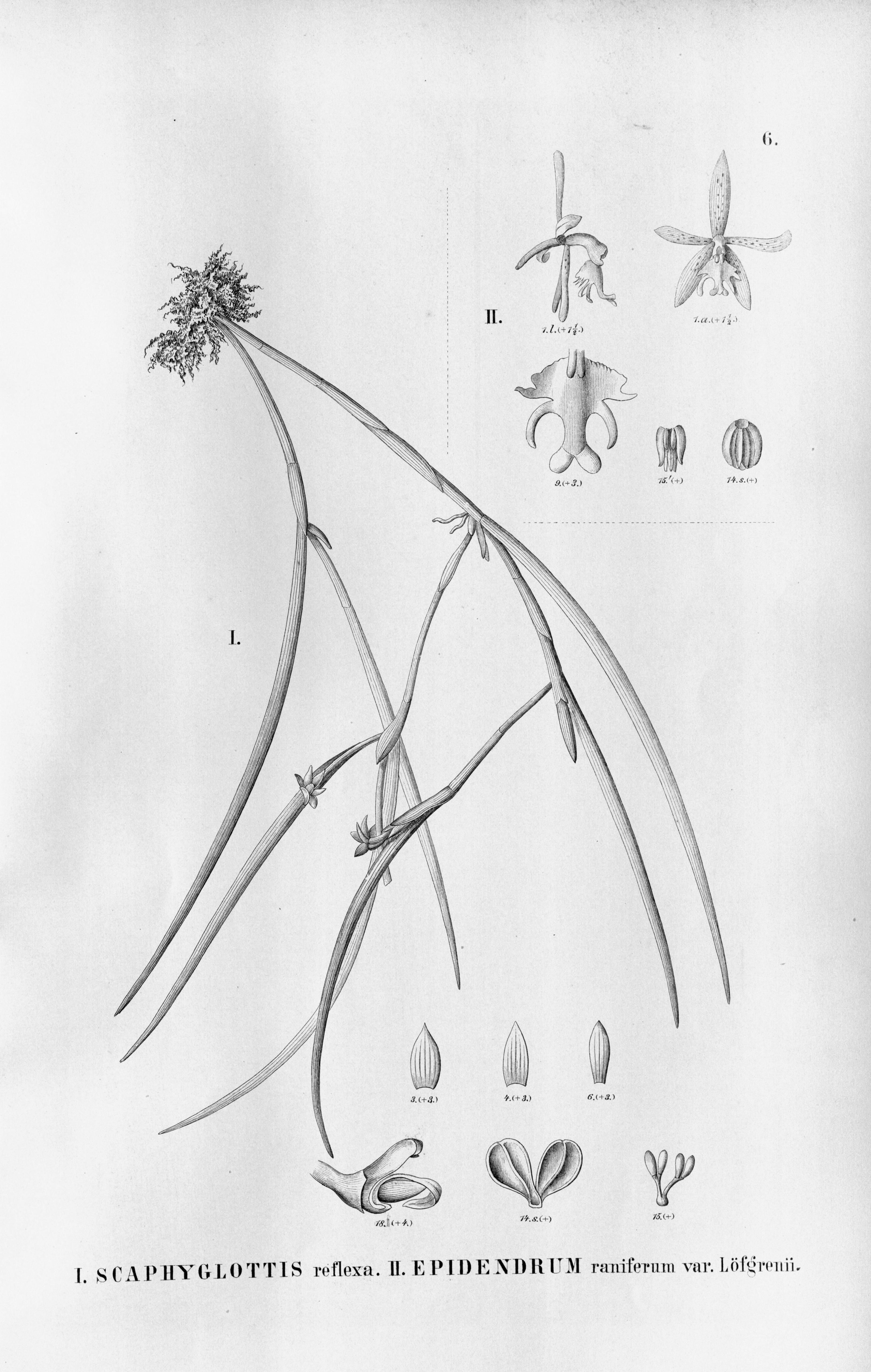